# 达克斯韦勒
达克斯韦勒是德国莱茵兰-普法尔茨州的一个市镇。总面积16.65平方公里，总人口805人，其中男性388人，女性417人（2011年12月31日），人口密度48人/平方公里。